# Powiat Nishimurayama
Powiat Nishimurayama (jap. 西村山郡 Nishimurayama-gun) – powiat w Japonii, w prefekturze Yamagata. W 2024 roku liczył 34 100 mieszkańców.

## Miejscowości
- Asahi
- Kahoku
- Nishikawa
- Ōe